# Bethany (Illinois)
Bethany – wieś w Stanach Zjednoczonych, w stanie Illinois, w hrabstwie Moultrie.

## Demografia
Zgodnie ze spisem statystycznym z 2000, miasto liczyło 1287 mieszkańców. W 2023 liczba mieszkańców spadła do 1205 osób, a gęstość zaludnienia do 482 osób/km².